# Système axiomatique
En mathématiques, un système axiomatique est un ensemble d'axiomes dont certains ou tous les axiomes peuvent être utilisés logiquement pour dériver des théorèmes. Une théorie consiste en un système axiomatique et tous ses théorèmes dérivés. Un système axiomatique complet est un type particulier de système formel. Une théorie formelle signifie généralement un système axiomatique, par exemple formulé dans la  théorie des modèles. Une démonstration formelle est une interprétation complète d'une démonstration mathématique dans un système formel.

## Propriétés
Un système axiomatique est dit être cohérent s'il ne contient aucune contradiction, à savoir la capacité à dériver des axiomes du système à la fois une affirmation et son contraire.
Dans un système axiomatique, un axiome est appelé indépendant s'il n'est pas un théorème qui peut être dérivé d'autres axiomes du système. Un système est dit indépendant si tous ses axiomes sous-jacents sont indépendants. Bien que l'indépendance n'est pas une condition nécessaire pour un système, la cohérence l'est.
Un système axiomatique est dit complet si toute proposition, ou sa négation, est dérivable.

## Cohérence relative
Au-delà de la cohérence, la cohérence relative est aussi la marque d'un système d'axiome valable. Cela est lorsque les termes non définis d'un premier système d'axiomes sont des conséquences des définitions d'un second, de telle sorte que les axiomes du premier sont des théorèmes du second système.

## Modèles
Un modèle pour un système axiomatique est un ensemble bien défini, qui attribue une signification aux termes non définis présentés dans le système, d'une manière qui est correcte avec les relations définies dans le système. L'existence d'un modèle concret prouve la cohérence d'un système. Un modèle est dit concret si les significations assignées sont des objets et des relations du monde réel, par opposition à un modèle abstrait, qui repose sur d'autres systèmes axiomatiques.
Les modèles peuvent également être utilisés pour exposer l'indépendance d'un axiome dans le système.

## Méthode axiomatique
La méthode axiomatique consiste à déclarer les définitions et propositions de manière que chaque nouveau terme puisse être formellement éliminé par les termes qui nécessitent des notions primitives (axiomes) précédemment introduites pour éviter une régression à l'infini.
Une position commune à l'égard de la méthode axiomatique est le logicisme. Dans leur livre Principia Mathematica, Alfred North Whitehead et Bertrand Russell ont tenté de démontrer que toute théorie mathématique pouvait être réduite à une certaine collection d'axiomes. Plus généralement, la réduction d'un ensemble de propositions à une collection particulière d'axiomes sous-tend le programme de recherche du mathématicien. Cela a été très important pour les mathématiques du XXe siècle, en particulier sur les sujets portant sur l'algèbre homologique.
L'explication des axiomes particuliers utilisés dans une théorie pourrait entraîner un niveau souhaitable d'abstraction avec lequel le mathématicien aimerait travailler. Par exemple, les mathématiciens ont choisi que les anneaux ne doivent pas être commutatifs, ce qui diffère de la formulation originale de Emmy Noether. Les mathématiciens ont décidé d'étudier les espaces topologiques sans l'axiome de séparation, que Felix Hausdorff avait initialement formulé.
Les axiomes Zermelo-Fraenkel, le résultat de la méthode axiomatique appliqués à la théorie des ensembles, ont permis la formulation « propre » des problèmes de la théorie des ensembles et ont aidé à éviter les paradoxes de la théorie naïve des ensembles. Un tel problème était l'hypothèse du continu. La théorie des ensembles de Zermelo-Fraenkel avec l'axiome du choix inclus historiquement controversée, est généralement abrégée ZFC, où C représente le Choix. De nombreux auteurs utilisent la théorie des ensembles ZF sans l'axiome du choix. Aujourd'hui ZFC est la forme standard de la théorie des ensembles axiomatique et en tant que telle, elle est la fondation la plus commune des mathématiques.

### Histoire
Des méthodes mathématiques ont développé un certain degré de sophistication en Égypte ancienne, Babylone, Inde et en Chine, apparemment sans employer la méthode axiomatique.
Euclide d'Alexandrie a rédigé la première présentation axiomatique existante de la géométrie euclidienne et de la théorie des nombres. De nombreux systèmes axiomatiques ont été développés au XIXe siècle, incluant la géométrie non euclidienne, les fondements de l'analyse réelle, la théorie des ensembles de Cantor, le travail de Frege sur les fondations, et les « nouvelles » utilisations de Hilbert de la méthode axiomatique en tant qu'outil de recherche. Par exemple, la théorie des groupes a d'abord été développée sur une base axiomatique vers la fin de ce siècle. Une fois que les axiomes ont été clarifiés (que les éléments symétriques devraient être requis, par exemple), le sujet pourrait procéder de manière autonome, sans référence aux origines du groupe de transformation de ces études.

### Exemple: L'axiomatisation de Peano des entiers naturels
Le système mathématique des entiers naturels 0, 1, 2, 3, 4, ... est basé sur un système axiomatique en premier écrit par le mathématicien Peano en 1889. Il a choisi les axiomes, dans le langage d'un seul symbole de fonction unaire S (abréviation de « successeur »), qui sont, pour l'ensemble des entiers naturels :
- Il existe un entier naturel 0.
- Chaque entier naturel a a un successeur, désigné par Sa.
- Il n'existe pas d'entier naturel dont le successeur est 0.
- Des entiers naturels distincts ont des successeurs distincts: si a ≠ b, alors Sa ≠ Sb.
- Si une propriété est possédée par 0 et aussi par le successeur de chaque entier naturel possédant cette propriété, alors celle-ci est possédée par tous les entiers naturels (« Axiome d'induction »).

### Axiomatisation
En mathématiques, l'axiomatisation est la formulation d'un système d'affirmations (à savoir, des axiomes) qui se rapportent à un certain nombre de termes primitifs afin qu'un ensemble cohérent de propositions puisse être dérivé déductivement de ces affirmations. Par la suite, la démonstration de toute proposition devrait être, en principe, retracée à ces axiomes.